# Colin Davis (dyrygent)
Sir Colin Rex Davis (ur. 25 września 1927 w Weybridge w hrabstwie Surrey, zm. 14 kwietnia 2013 w Londynie) – angielski dyrygent i klarnecista.

## Życiorys
Ukończył Royal College of Music w Londynie, gdzie uczył się gry na klarnecie u Fredericka Thurstona. W zakresie dyrygentury był samoukiem. Od 1949 roku prowadził działalność jako dyrygent, początkowo współpracując ze szwedzką Kalmar Chamber Orchestra. W latach 1957–1959 asystent dyrygenta BBC Scottish Orchestra. Dyrygent (1960) oraz dyrektor muzyczny (1961–1965) Sandler’s Wells Theatre. Od 1967 do 1971 roku naczelny dyrygent BBC Symphony Orchestra. W 1971 roku objął po Georgu Soltim stanowisko dyrektora muzycznego Covent Garden Theatre, które piastował do 1986 roku. Występował gościnnie z wieloma orkiestrami europejskimi i amerykańskimi. Dyrygował brytyjską prapremierą opery Albana Berga Lulu (Covent Garden 1981). Dyrygował również prapremierowymi wykonaniami oper The Mines of Sulphur (1965) Richarda Rodneya Bennetta oraz The Knot Garden (1970) i The Ice Break (1977) Michaela Tippetta. W 1977 roku, jako pierwszy brytyjski dyrygent, wystąpił na festiwalu w Bayreuth, prowadząc wykonanie Tannhäusera. Od 1983 do 1993 roku był dyrektorem muzycznym Orkiestry Symfonicznej Radia Bawarskiego w Monachium. W latach 1995–2006 pierwszy dyrygent i dyrektor muzyczny London Symphony Orchestra.
Zdobył sobie sławę jako wybitny interpretator dzieł operowych W.A. Mozarta. W jego repertuarze koncertowym znajdowały się ponadto utwory m.in. Berlioza, Strawinskiego, Tippetta i Sibeliusa. Komandor Orderu Imperium Brytyjskiego (1965). W 1980 roku otrzymał tytuł szlachecki. Laureat Shakespeare Prize (1984). Odznaczony Orderem Towarzyszy Honoru (2001), komandorią Orderu Zasługi Republiki Włoskiej (1976), Krzyżem Komandorskim Orderu Zasługi Republiki Federalnej Niemiec (1987), komandorią francuskiego Orderu Sztuki i Literatury (1990), komandorią Orderu Lwa Finlandii (1992), Bawarskim Orderem Zasługi (1993), Krzyżem Oficerskim Legii Honorowej (1999) i Orderem Maksymiliana (2000).